# Claudia Pupeter

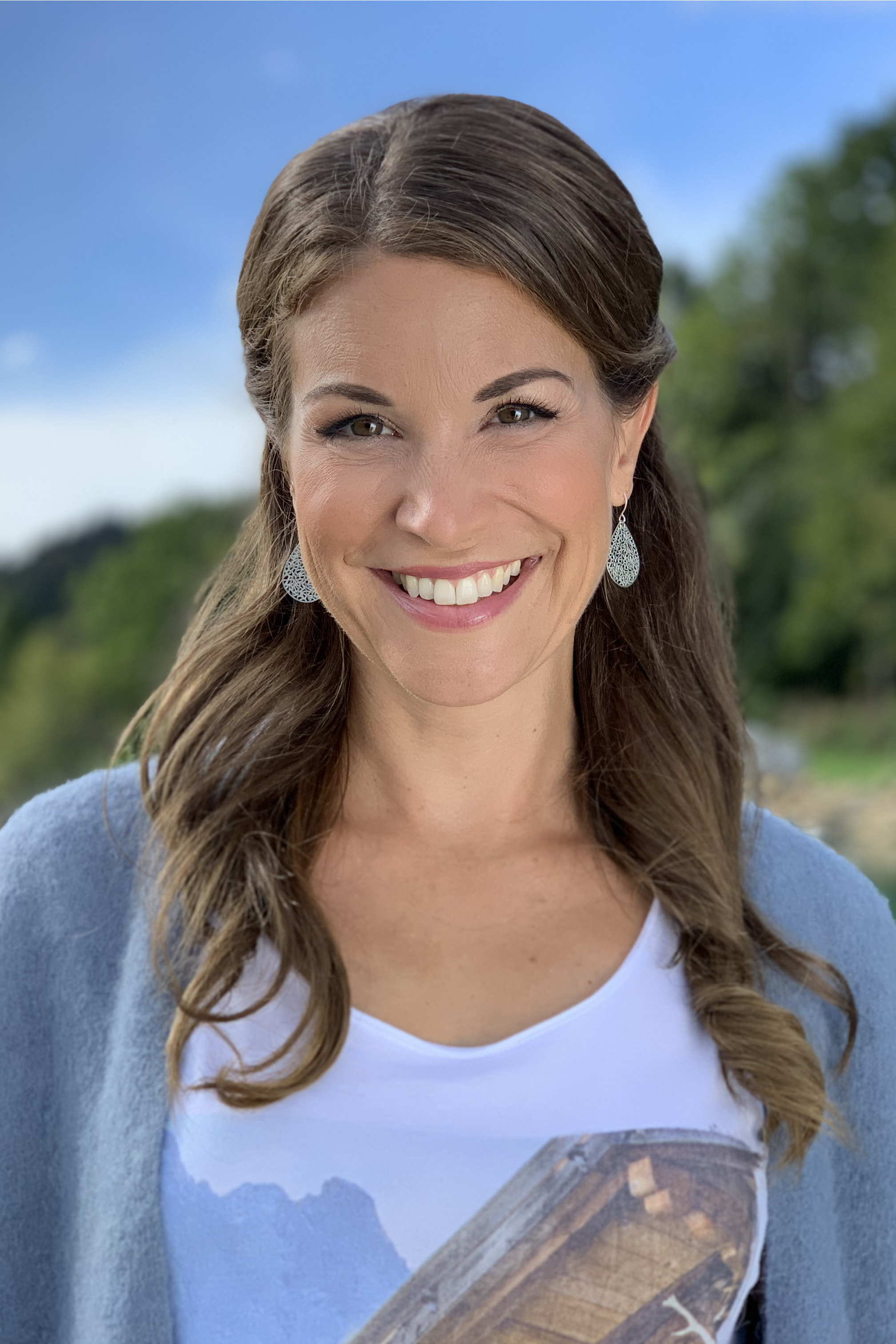
Claudia Pupeter, 2020

Claudia Pupeter (* 2. Februar 1979 in München) ist eine deutsche Schauspielerin und Moderatorin.

## Filmografie (Auswahl)
- 2003: Mädchen, Mädchen 2 – Loft oder Liebe
- 2003: Untreu
- 2004, 2006: Marienhof (Fernsehserie)
- 2004: Nacht der lebenden Loser
- 2005: Sturm der Liebe (Fernsehserie)
- 2007: 112 – zwischen Leben und Tod (Fernsehserie, Pilotfolge)
- 2007: Verbotene Liebe (Fernsehserie)
- 2008: Der Landarzt (Fernsehserie, Folge Wechselschritt)
- 2008: Die unglaublichsten Geschichten
- 2008–2017: Die Rosenheim-Cops
  - 2008: Der Tod coacht mit
  - 2010: Waidmanns Unheil
  - 2010: Tod in den Ferien
  - 2010: Der letzte Atemzug
  - 2014: Das mysteriöse Geräusch
  - 2017: Feldmanns letzte Fahrt
- 2009: Tatort – Tödliche Tarnung
- 2012: Inga Lindström – Sommer der Erinnerung
- 2016: SOKO Stuttgart – Mord am Grill
- 2016: Frühling – Zu früh geträumt

## Moderation (Auswahl)
- 2004–2006: Premiere Direkt[1]
- 2009–2011: EnBW Führung durch E-Trainings
- 2011: Koch des Jahres
- 2013: Eröffnung der Anuga
- 2018–2021 Heimat der Rekorde (BR Fernsehen)
- 2019 Liebe geht durch den Magen (BR Fernsehen)

## Theater (Auswahl)
- 2001: Der Held der westlichen Welt (Der Held aus der anderen Welt)
- 2001: Ein Sommernachtstraum
- 2001: Fieber
- 2002: Ungehaltene Reden ungehaltener Frauen

## Hörbücher
- 2024 Eine Einschlafgeschichte für kleine Prinzen
- 2024 Einschlafgeschichte für kleine Prinzessinnen
- 2024 Ein Einschlafhörbuch für Jugendliche